# Protochauliodes cinerascens
Protochauliodes cinerascens là một loài côn trùng trong họ Corydalidae thuộc bộ Megaloptera. Loài này được Blanchard in Gay miêu tả năm 1851.